# 小行星172850
小行星172850（172850 Coppens）是一颗绕太阳运转的小行星，为主小行星带小行星。该小行星于2005年3月20日发现。
該小行星以法國人類學家伊夫·科龐命名。

## 轨道参数
小行星172850的轨道半长轴为421 010 528 km，2.8142415 UA，离心率为0.056。